# Diunatans
Diunatans — вимерлий рід смугачів. Мешкав у Північному морі в ранньому пліоцені. Два екземпляри були знайдені з Нідерландів. Вони були зібрані з формації Каттендейк у провінції Зеландія, віком якої є Занкліан. Diunatans вважається стовбуровою балаеноптеридою, оскільки вона входить за межі клади Balaenoptera+Megaptera, яка включає всіх живих смугачів.
Його назва означає «плавець на довгі дистанції», від латинського diu, що означає «довгий час» або «довга дистанція», і natans, що означає «плавання». Типовий вид — D. luctoretemergo, названий на честь девізу Зеландії «Luctor et Emergo» (лат. «Я борюся і виринаю»).
Діунатанс був приблизно розміром із сучасного смугача малого. У черепі Diunatans можна помітити кілька відмінних характеристик, включаючи великий потиличний виросток і дуже маленькі носові кістки в порівнянні з іншими смугачами. Барабанна булла, яка інкапсулює середнє вухо, також велика.
Діунатанс є єдиним відомим викопним смугачем з Північного моря. Було описано багато інших скам’янілостей, але всі вони тепер вважаються nomina dubia.